# 膽石小副克里介
膽石小副克里介（学名：Parakrithella cholelithia）为荊花介科小副克里介屬下的一个种。該物種於2008年首次描述。台灣高雄市境內有該物種分佈。